# Quanno turnammo a nascere (Canzoni sulle quattro stagioni di Eugenio Bennato e Carlo d'Angiò)
Quanno turnammo a nascere (Canzoni sulle quattro stagioni di Eugenio Bennato e Carlo D'Angiò)  è un album del gruppo italiano Musicanova pubblicato nel 1979.

## Tracce
1. Quanno Turnammo A Nascere (Carlo D'Angiò)
  - Carlo D'Angiò - Chitarra, voce

A Vernata
1. Quanno Vierno 'Mmiezo O Mare  (Eugenio Bennato)
  - Eugenio Bennato - chitarra swing
  - Teresa De Sio - voce
  - Gigi De Rienzo - chitarra, mandocello, tamburello
  - Robert "Bob" Fix - ciaramella
2. Jesce Carnevale (Eugenio Bennato)
  - Eugenio Bennato - chitarra swing, voce
  - Robert "Bob" Fix - ciaramella
  - Alfio Antico - tamburello
  - Pippo Cerciello - violino
  - Andrea Nerone - controvoce
3. O Diavolo S'Arrecreia (Carlo D'Angiò)
  - Robert "Bob" Fix - ciaramella, cromorno
  - Aldo Mercurio - contrabbasso
  - Gigi De Rienzo - tammorra
  - Eugenio Bennato - tammorra, armonica a bocca
4. Sunata Breve (Andrea Nerone)
  - Robert "Bob" Fix - flauto
  - Eugenio Bennato - acoustic guitar
  - Aldo Mercurio - contrabbasso

Primmavera
1. Primmavera (Eugenio Bennato)
  - Eugenio Bennato - chitarra acustica, voce
  - Robert "Bob" Fix - sassofono soprano
  - Alfio Antico - tamburello
  - Andrea Nerone - voce
  - Teresa De Sio - voce
2. È Passata La Vernata (Carlo D'Angiò)
  - Eugenio Bennato - chitarra swing
  - Gigi De Rienzo - chitarra, voce
  - Alfio Antico - tamburello
  - Pippo Cerciello - violino

A Stagione
1. Quanno O Sole È Doce (Eugenio Bennato)
  - Gigi De Rienzo - chitarra acustica
  - Eugenio Bennato - chitarra swing
  - Teresa De Sio - voce
2. Canzone Libera (Carlo D'Angiò)
  - Gigi De Rienzo - chitarra acustica
  - Eugenio Bennato - chitarra acustica, armonica

Autunno
1. Tempo Di Vendemmia (Eugenio Bennato)
  - Eugenio Bennato - chitarra swing
  - Robert "Bob" Fix - sassofono soprano
  - Alfio Antico - tamburino
2. Moresca Nuova (Eugenio Bennato)
  - Gigi De Rienzo - mandocello, tammorra, voce
  - Eugenio Bennato - mandola
  - Robert "Bob" Fix - ciaramella
  - Nando Caccaviello - violoncello
  - Andrea Nerone - voce
  - Teresa De Sio - voce

## Credits
- Arrangiato ed orchestrato da Eugenio Bennato
- Artwork di Mietta Albertini
- Ingegneri del suono: Angelo Dalla Fiore, Attilio Ruggero
- Mixaggio: Gigi De Rienzo
- Produzione: Renato Marengo